# Ruokovaara
Ruokovaara är ett långsträckt berg vid sjön Ruokojärvi och byn Saittarova i norra Tornedalen, Pajala kommun i Norrbottens län. Berget är beläget med Ruokojärvi i öster och Kalixälven i väster och kan ses från vägen mellan Tärendö och Masugnsbyn. Berget har ingen bofast bebyggelse utan möjligtvis något enstaka fritidshus och huggarkoja.